# Michovka (přírodní památka)
Michovka je přírodní památka v katastrálním území Brloh u Drhovle v okrese Písek. Tvoří ji rybník, přilehlé pozemky a tok potoka pod rybniční hrází. Přírodní památka leží na severozápadním okraji vsi Brloh. Pod výpustí rybníka se nachází malé peřeje, které se zařezávají do obnažené skály. V zimě zde vzniká zamrzlý vodopád.

## Důvod ochrany
Chráněn je zde rybník s výskytem zvláště chráněných druhů živočichů a významná rostlinná společenstva.

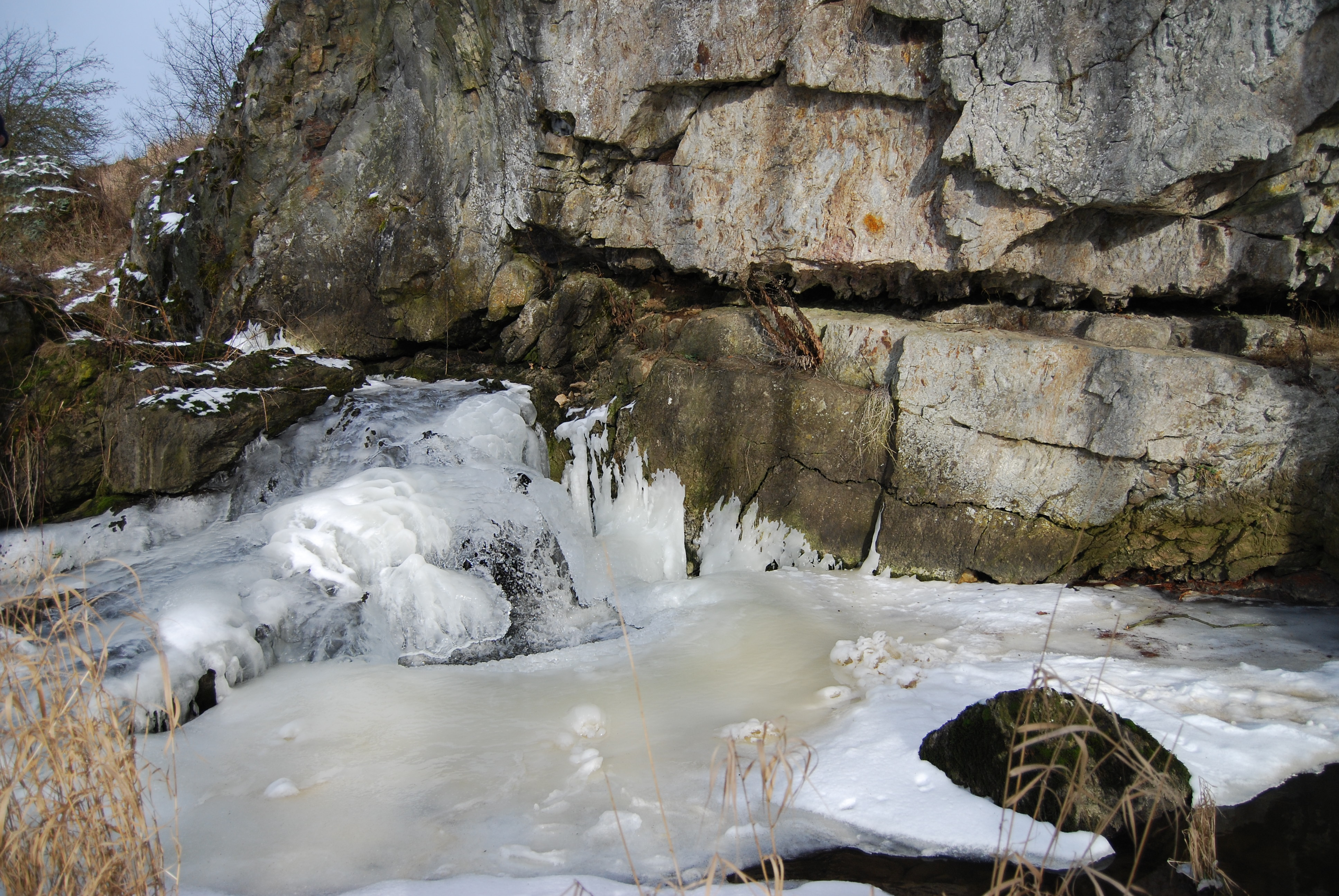
Zamrzlé peřeje

## Přírodní poměry

### Flóra
Z botanického hlediska je unikátní společenstvo krátkostébelné vegetace na hrázi, které vzniklo na vápencovém podkladu díky dlouhodobé pastvě ovcí a koz. Významné jsou také porosty vápencových skal. Roste zde např. pamětník rolní (Acinos arvensis), česnek planý (Allium oleraceum), bodlák nicí (Carduus nutans), kostřava žlábkatá (Festuca rupicola), bojínek tuhý (Phleum phleoides), vítod chocholatý (Polygala comosa), krvavec menší (Sanguisorba minor), divizna knotkovitá (Verbascum lychnitis), čičorka pestrá (Securigera varia), smělek jehlancovitý (Koeleria pyramidata), sleziník routička (Asplenium ruta-muraria), pryskyřník hlíznatý (Ranunculus bulbosus), ojediněle také rozrazil ožankovitý (Veronica teucrium) a sesel roční (Seseli annuum) a řada dalších.
Na břehu rybníka roste vzácná ostřice latnatá (Carex paniculata).

### Fauna
Žijí zde dva silně ohrožené druhy - skokan zelený (Pelophylax esculentus) a ještěrka obecná (Lacerta agilis) a dva druhy ohrožené – užovka obojková (Natrix natrix) a ťuhýk obecný (Lanius collurio). Byl zde zaznamenán též kriticky ohrožený vodouš rudonohý (Tringa totanus) a ohrožený čáp bílý (Ciconia ciconia).